# Danh sách thiết bị iOS và iPadOS
Đây là danh sách và so sánh các thiết bị được thiết kế và tiếp thị bởi Apple Inc. chạy hệ điều hành giống Unix có tên iOS và iPadOS. Các thiết bị bao gồm iPhone, iPod Touch, trong thiết kế, tương tự như iPhone, nhưng không có radio di động hoặc phần cứng điện thoại di động khác và iPad. Cả ba thiết bị đều hoạt động như máy nghe nhạc kỹ thuật số và trình phát phương tiện di động và máy khách Internet. Apple TV, chạy tvOS, là một hộp giải trí để truyền phát phương tiện từ các nguồn địa phương và từ một số dịch vụ internet nhất định đến tv được kết nối và không có màn hình của riêng mình. Khoảng 1,35 tỷ thiết bị iOS đã được bán trên toàn thế giới tính đến tháng 3 năm 2015. Tính đến tháng 9 năm 2018, khoảng 2 tỷ thiết bị iOS đã được bán trên toàn thế giới.
Hệ điều hành trên các thiết bị iOS có thể được cập nhật thông qua iTunes hoặc Finder (từ macOS Catalina) hoặc trên iOS 5 trở lên, sử dụng các bản cập nhật không dây (OTA). Một phiên bản chính của iOS có xu hướng được phát hành mỗi khi một loại iPhone mới được ra mắt (thường là mỗi năm một lần), với những thay đổi nhỏ trong suốt cả năm khi cần thiết. Tất cả các bản cập nhật đều miễn phí cho các thiết bị iOS (mặc dù trước đây người dùng iPod Touch được yêu cầu trả tiền cho bản cập nhật). Apple nâng cấp phần cứng sản phẩm của mình định kỳ (khoảng hàng năm).

## iPhone
| Gen | Model                      | Announced            | Release              | Discontinued         | OS/Original   | OS/Current      |
| --- | -------------------------- | -------------------- | -------------------- | -------------------- | ------------- | --------------- |
| 1   | iPhone (1st gen)           | 9 tháng 1 năm 2007   | 29 tháng 6 năm 2007  | 11 tháng 7 năm 2008  | iPhone OS 1.0 | iPhone OS 3.1.3 |
| 2   | iPhone 3G                  | 9 tháng 6 năm 2008   | 11 tháng 7 năm 2008  | 7 tháng 6 năm 2010   | iPhone OS 2.0 | iOS 4.2.1       |
| 3   | iPhone 3GS                 | 8 tháng 6 năm 2009   | 19 tháng 6 năm 2009  | 12 tháng 9 năm 2012  | iPhone OS 3.0 | iOS 6.1.6       |
| 4   | iPhone 4                   | 7 tháng 6 năm 2010   | 24 tháng 6 năm 2010  | 10 tháng 9 năm 2013  | iOS 4.0       | iOS 7.1.2       |
| 5   | iPhone 4S                  | 4 tháng 10 năm 2011  | 14 tháng 10 năm 2011 | 9 tháng 9 năm 2014   | iOS 5.0       | iOS 9.3.6       |
| 6   | iPhone 5                   | 12 tháng 9 năm 2012  | 21 tháng 9 năm 2012  | 10 tháng 9 năm 2013  | iOS 6.0       | iOS 10.3.4      |
| 7   | iPhone 5C                  | 10 tháng 9 năm 2013  | 20 tháng 9 năm 2013  | 9 tháng 9 năm 2015   | iOS 7.0       | iOS 10.3.3      |
| 7   | iPhone 5S                  | 10 tháng 9 năm 2013  | 20 tháng 9 năm 2013  | 21 tháng 3 năm 2016  | iOS 7.0       | iOS 12.5.7      |
| 8   | iPhone 6 & 6 Plus          | 9 tháng 9 năm 2014   | 19 tháng 9 năm 2014  | 7 tháng 9 năm 2016   | iOS 8.0       | iOS 12.5.7      |
| 9   | iPhone 6S & 6S Plus        | 9 tháng 9 năm 2015   | 25 tháng 9 năm 2015  | 12 tháng 9 năm 2018  | iOS 9.0       | iOS Current     |
| 9   | iPhone SE (1st Gen)        | 21 tháng 3 năm 2016  | 31 tháng 3 năm 2016  | 12 tháng 9 năm 2018  | iOS 9.3       | iOS Current     |
| 10  | iPhone 7 & 7 Plus          | 7 tháng 9 năm 2016   | 16 tháng 9 năm 2016  | 10 tháng 9 năm 2019  | iOS 10.0      | iOS Current     |
| 11  | iPhone 8 & 8 Plus          | 12 tháng 9 năm 2017  | 22 tháng 9 năm 2017  | 15 tháng 4 năm 2020  | iOS 11.0      | iOS Current     |
| 11  | iPhone X                   | 12 tháng 9 năm 2017  | 3 tháng 11 năm 2017  | 12 tháng 9 năm 2018  | iOS 11.0.1    | iOS Current     |
| 12  | iPhone XS & XS Max         | 12 tháng 9 năm 2018  | 21 tháng 9 năm 2018  | 10 tháng 9 năm 2019  | iOS 12.0      | iOS Current     |
| 12  | iPhone XR                  | 12 tháng 9 năm 2018  | 26 tháng 10 năm 2018 | --                   | iOS 12.0      | iOS Current     |
| 13  | iPhone 11                  | 10 tháng 9 năm 2019  | 20 tháng 9 năm 2019  | --                   | iOS 13.0      | iOS Current     |
| 13  | iPhone 11 Pro & 11 Pro Max | 10 tháng 9 năm 2019  | 20 tháng 9 năm 2019  | 13 tháng 10 năm 2020 | iOS 13.0      | iOS Current     |
| 13  | iPhone SE (2nd Gen)        | 15 tháng 4 năm 2020  | 24 tháng 4 năm 2020  | --                   | iOS 13.4      | iOS Current     |
| 14  | iPhone 12 & 12 Mini        | 13 tháng 10 năm 2020 | 23 tháng 10 năm 2020 | --                   | iOS 14.1      | iOS Current     |
| 14  | iPhone 12 Pro & 12 Pro Max | 13 tháng 10 năm 2020 | 13 tháng 11 năm 2020 | --                   | iOS 14.1      | iOS Current     |

## iPad
| Model                         | Announced            | Release              | Discontinued         | OS/Original   | OS/Current        |
| ----------------------------- | -------------------- | -------------------- | -------------------- | ------------- | ----------------- |
| iPad (thế hệ 1)               | 27 tháng 1 năm 2010  | 3 tháng 4 năm 2010   | 2 tháng 3 năm 2011   | iPhone OS 3.2 | iOS 5.1.1         |
| iPad 2                        | 2 tháng 3 năm 2011   | 11 tháng 3 năm 2011  | 18 tháng 3 năm 2014  | iOS 4.3       | iOS 9.3.5/9.3.6   |
| iPad (thế hệ 3)               | 7 tháng 3 năm 2012   | 16 tháng 3 năm 2012  | 23 tháng 10 năm 2012 | iOS 5.1       | iOS 9.3.5/9.3.6   |
| iPad Mini                     | 23 tháng 10 năm 2012 | 2 tháng 11 năm 2012  | 19 tháng 6 năm 2015  | iOS 6.0       | iOS 9.3.5/9.3.6   |
| iPad (thế hệ 4)               | 23 tháng 10 năm 2012 | 2 tháng 11 năm 2012  | 16 tháng 10 năm 2014 | iOS 6.0       | iOS 10.3.3/10.3.4 |
| iPad Air                      | 22 tháng 10 năm 2013 | 1 tháng 11 năm 2013  | 21 tháng 3 năm 2016  | iOS 7.0.3     | iOS 12.5.2        |
| iPad Mini 2                   | 22 tháng 10 năm 2013 | 12 tháng 11 năm 2013 | 21 tháng 3 năm 2017  | iOS 7.0.3     | iOS 12.5.2        |
| iPad Mini 3                   | 16 tháng 10 năm 2014 | 22 tháng 10 năm 2014 | 9 tháng 9 năm 2015   | iOS 8.1       | iOS 12.5.2        |
| iPad Air 2                    | 16 tháng 10 năm 2014 | 22 tháng 10 năm 2014 | 21 tháng 3 năm 2017  | iOS 8.1       | iPadOS Current    |
| iPad Mini 4                   | 9 tháng 9 năm 2015   | 9 tháng 9 năm 2015   | 18 tháng 3 năm 2019  | iOS 9.0       | iPadOS Current    |
| iPad Pro (1st, 12.9")         | 9 tháng 9 năm 2015   | 11 tháng 11 năm 2015 | 5 tháng 6 năm 2017   | iOS 9.1       | iPadOS Current    |
| iPad Pro (1st 9.7")           | 21 tháng 3 năm 2016  | 31 tháng 3 năm 2016  | 5 tháng 6 năm 2017   | iOS 9.3       | iPadOS Current    |
| iPad (thế hệ 5)               | 21 tháng 3 năm 2017  | 24 tháng 3 năm 2017  | 27 tháng 3 năm 2018  | iOS 10.2.1    | iPadOS Current    |
| iPad Pro (2nd, 10.5''/12.9'') | 5 tháng 6 năm 2017   | 13 tháng 6 năm 2017  | 30 tháng 10 năm 2018 | iOS 10.3.2    | iPadOS Current    |
| iPad Pro (2nd, 10.5''/12.9'') | 5 tháng 6 năm 2017   | 13 tháng 6 năm 2017  | 18 tháng 3 năm 2019  | iOS 10.3.2    | iPadOS Current    |
| iPad (thế hệ 6)               | 27 tháng 3 năm 2018  | 27 tháng 3 năm 2018  | 10 tháng 9 năm 2019  | iOS 11.2.6    | iPadOS Current    |
| iPad Pro (3rd, 11"/12.9")     | 30 tháng 10 năm 2018 | 7 tháng 11 năm 2018  | 18 tháng 3 năm 2020  | iOS 12.1      | iPadOS Current    |
| iPad Air (thế hệ 3)           | 18 tháng 3 năm 2019  | 18 tháng 3 năm 2019  | 15 tháng 9 năm 2020  | iOS 12.1.4    | iPadOS Current    |
| iPad Mini (thế hệ 5)          | 18 tháng 3 năm 2019  | 18 tháng 3 năm 2019  | --                   | iOS 12.1.4    | iPadOS Current    |
| iPad (thế hệ 7)               | 10 tháng 9 năm 2019  | 25 tháng 9 năm 2019  | 15 tháng 9 năm 2020  | iPadOS 13.1   | iPadOS Current    |
| iPad Pro (4th, 11"/12.9")     | 18 tháng 3 năm 2020  | 25 tháng 3 năm 2020  | --                   | iPadOS 13.4   | iPadOS Current    |
| iPad (thế hệ 8)               | 15 tháng 9 năm 2020  | 18 tháng 9 năm 2020  | --                   | iPadOS 14.0   | iPadOS Current    |
| iPad Air (thế hệ 4)           | 15 tháng 9 năm 2020  | 23 tháng 10 năm 2020 | --                   | iPadOS 14.0   | iPadOS Current    |

## Các bản phát hành iOS được hỗ trợ
| OS release           | iPhone | iPhone | iPhone | iPhone | iPhone | iPhone | iPhone | iPhone | iPhone     | iPhone       | iPhone | iPhone     | iPhone     | iPhone | iPhone      | iPhone | iPhone | iPhone              | iPhone | iPhone       | iPhone              |
| OS release           | 1st    | 3G     | 3GS    | 4      | 4S     | 5      | 5C     | 5S     | 6 & 6 Plus | 6S & 6S Plus | SE 1st | 7 & 7 Plus | 8 & 8 Plus | X      | XS & XS Max | XR     | 11     | 11 Pro & 11 Pro Max | SE 2nd | 12 & 12 Mini | 12 Pro & 12 Pro Max |
| -------------------- | ------ | ------ | ------ | ------ | ------ | ------ | ------ | ------ | ---------- | ------------ | ------ | ---------- | ---------- | ------ | ----------- | ------ | ------ | ------------------- | ------ | ------------ | ------------------- |
| iOS 15.0 Coming Soon | No     | No     | No     | No     | No     | No     | No     | No     | No         | No           | No     | Yes        | Yes        | Yes    | Yes         | Yes    | Yes    | Yes                 | Yes    | Yes          | Yes                 |
|                      |        |        |        |        |        |        |        |        |            |              |        |            |            |        |             |        |        |                     |        |              |                     |
|                      |        |        |        |        |        |        |        |        |            |              |        |            |            |        |             |        |        |                     |        |              |                     |
|                      |        |        |        |        |        |        |        |        |            |              |        |            |            |        |             |        |        |                     |        |              |                     |
|                      |        |        |        |        |        |        |        |        |            |              |        |            |            |        |             |        |        |                     |        |              |                     |
|                      |        |        |        |        |        |        |        |        |            |              |        |            |            |        |             |        |        |                     |        |              |                     |
|                      |        |        |        |        |        |        |        |        |            |              |        |            |            |        |             |        |        |                     |        |              |                     |
|                      |        |        |        |        |        |        |        |        |            |              |        |            |            |        |             |        |        |                     |        |              |                     |
|                      |        |        |        |        |        |        |        |        |            |              |        |            |            |        |             |        |        |                     |        |              |                     |
|                      |        |        |        |        |        |        |        |        |            |              |        |            |            |        |             |        |        |                     |        |              |                     |
|                      |        |        |        |        |        |        |        |        |            |              |        |            |            |        |             |        |        |                     |        |              |                     |
|                      |        |        |        |        |        |        |        |        |            |              |        |            |            |        |             |        |        |                     |        |              |                     |
|                      |        |        |        |        |        |        |        |        |            |              |        |            |            |        |             |        |        |                     |        |              |                     |
|                      |        |        |        |        |        |        |        |        |            |              |        |            |            |        |             |        |        |                     |        |              |                     |
|                      |        |        |        |        |        |        |        |        |            |              |        |            |            |        |             |        |        |                     |        |              |                     |

| OS release            | iPad | iPad | iPad | iPad | iPad | iPad | iPad | iPad | iPad Mini | iPad Mini | iPad Mini | iPad Mini | iPad Mini | iPad Air | iPad Air | iPad Air | iPad Air | iPad Pro | iPad Pro | iPad Pro | iPad Pro |
| OS release            | 1st  | 2    | 3rd  | 4th  | 5th  | 6th  | 7th  | 8th  | 1st       | 2         | 3         | 4         | 5th       | 1st      | 2        | 3rd      | 4th      | 1st      | 2nd      | 3rd      | 4th      |
| --------------------- | ---- | ---- | ---- | ---- | ---- | ---- | ---- | ---- | --------- | --------- | --------- | --------- | --------- | -------- | -------- | -------- | -------- | -------- | -------- | -------- | -------- |
| iPadOS 15 Coming Soon |      |      |      |      |      |      |      |      |           |           |           |           |           |          |          |          |          |          |          |          |          |
|                       |      |      |      |      |      |      |      |      |           |           |           |           |           |          |          |          |          |          |          |          |          |
|                       |      |      |      |      |      |      |      |      |           |           |           |           |           |          |          |          |          |          |          |          |          |
|                       |      |      |      |      |      |      |      |      |           |           |           |           |           |          |          |          |          |          |          |          |          |
|                       |      |      |      |      |      |      |      |      |           |           |           |           |           |          |          |          |          |          |          |          |          |
|                       |      |      |      |      |      |      |      |      |           |           |           |           |           |          |          |          |          |          |          |          |          |
|                       |      |      |      |      |      |      |      |      |           |           |           |           |           |          |          |          |          |          |          |          |          |
|                       |      |      |      |      |      |      |      |      |           |           |           |           |           |          |          |          |          |          |          |          |          |
|                       |      |      |      |      |      |      |      |      |           |           |           |           |           |          |          |          |          |          |          |          |          |
|                       |      |      |      |      |      |      |      |      |           |           |           |           |           |          |          |          |          |          |          |          |          |
|                       |      |      |      |      |      |      |      |      |           |           |           |           |           |          |          |          |          |          |          |          |          |
|                       |      |      |      |      |      |      |      |      |           |           |           |           |           |          |          |          |          |          |          |          |          |
|                       |      |      |      |      |      |      |      |      |           |           |           |           |           |          |          |          |          |          |          |          |          |